# Fábio Aurélio
Fábio Aurélio Rodrigues (São Carlos, 24 settembre 1979) è un ex calciatore brasiliano, di ruolo difensore.
Ha la doppia cittadinanza, italiana e brasiliana.

## Carriera

### Club
Ha iniziato la sua carriera in Brasile, nel San Paolo, dove ha giocato dal 1997 al 2000. Si è poi trasferito al Valencia. Le sue prestazioni in Spagna hanno attirato l'interesse del Liverpool, che lo ha acquistato nell'estate del 2006. Qui non sempre ha trovato molto spazio, ma ha comunque collezionato 86 presenze, segnando tre gol. Il 25 maggio 2010 viene annunciato lo svincolo del giocatore, in scadenza di contratto con i Reds, al termine della stagione 2009-2010; tuttavia il 1º agosto seguente decide di rinnovare con il Liverpool per altri due anni.
Il 24 maggio 2012 viene ufficializzato il suo trasferimento al Grêmio, con cui firma un contratto fino al dicembre del 2013. Con i brasiliani disputa solamente cinque partite in due stagioni, senza mai andare a segno.
Il 4 aprile 2014 annuncia il suo ritiro dal calcio giocato a causa dei numerosi infortuni.

### Nazionale
Ha indossato 13 volte la maglia della nazionale brasiliana Under-23, segnando un gol. Ha partecipato al campionato mondiale Under-20 nel 1999 e alle Olimpiadi di Sydney nel 2000. Nell'ottobre 2009 è stato per la prima volta convocato in nazionale maggiore, ma non ha giocato a causa di un infortunio.

## Palmarès

### Club

#### Competizioni statali
- Campionato paulista: 2

San Paolo: 1998, 2000

#### Competizioni nazionali
- Campionato spagnolo: 2

Valencia: 2001-2002, 2003-2004
- Community Shield: 1

Liverpool: 2006
- Coppa di Lega inglese: 1

Liverpool: 2011-2012

#### Competizioni internazionali
- Coppa UEFA: 1

Valencia: 2003-2004
- Supercoppa UEFA: 1

Valencia: 2004